# Yonny Hernández
Yonny Hernández (Medellín, 1988. július 25. –) kolumbiai motorversenyző.

## Karrierje
A MotoGP-sorozatban 2010-ben mutatkozott be, a Moto2-es géposztályban. Első idénye nem sikerült túl jól számára, számos alkalommal feladni kényszerült a versenyeket, ezen kívül, ha célba ért, csak néhányszor sikerült pontot szereznie. Legjobb eredménye egy tizedik hely volt, amit a német versenyről. Első idényét a 21. helyen zárta harminckét ponttal.
2011-ben már jobban teljesített. Ebben az évben már többször sikerült bekerülnie a pontszerzők közé, ezen kívül a német nagydíjon megfutotta a leggyorsabb kört. Ismét ez a verseny sikerült számára legjobban, hatodikként zárt. Az összetettben két helyet sikerült előrelépnie és a 19. pozícióban rangsorolták.
A 2011-es szezon végeztével jelentették be, hogy 2012-ben a királykategóriában fog versenyezni, az Avintia Racing színeiben. 2013-ban megfordult az Apriliákkal versenyző Paul Bird Motorsport-nál, majd a tizennegyedik, az aragóniai fordulótól kezdve az évadzáróig a gyári Ducati támogatással induló Pramac Racing színeiben vett részt, hivatalosan Ben Spies helyetteseként. 2014-re már teljes szezonos résztvevőnek szerződtették.
2016-ban a spanyol Aspar csapattal állt a rajtrácsra egy Ducati Desmosedici GP14-es motorral. Az végén távozott és október 19-én közölték, hogy visszatért a Moto2-be az AGR Team Kalex konstrukciójára. A német nagydíj után "inkonzisztens" teljesítményre hivatkozva menesztették és az amerikai Joe Roberts-t ültették be a helyére.
2017 decemberében a Kawasaki-s Team Pedercini Racing nevezte a Superbike-világbajnokságra. Több fordulót is kihagyni kényszerült vízumgondok miatt. Még ebben az évben a MotoGP-s Tech3 csapatnál tesztelt a malajziai Sepang International Circuit-en. 2019-re is hivatalossá vált a Superbike-ba való hosszabbítása, viszont a végleges nevezési listára Jordi Torres került fel.
A 2018–19-es motoros Hosszútávú-világbajnokságba (FIM EWC) igazolt a gyári Honda Endurance Racing-hez.
2021-re korábbi csapata, a Pramac Racing igazolta le az elektromos MotoE-világkupába.

## Eredményei

### Statisztikái

#### MotoGP
| Szezon   | Géposztály | Motor    | Csapat                    | Verseny | Győzelem | Dobogó | Pole | LK | Pont | Helyezés |
| -------- | ---------- | -------- | ------------------------- | ------- | -------- | ------ | ---- | -- | ---- | -------- |
| 2010     | Moto2      | BQR      | Blusens–STX               | 17      | 0        | 0      | 0    | 0  | 32   | 21.      |
| 2011     | Moto2      | FTR      | Blusens–STX               | 14      | 0        | 0      | 0    | 1  | 43   | 19.      |
| 2012     | MotoGP     | BQR-FTR  | Avintia Blusens           | 15      | 0        | 0      | 0    | 0  | 28   | 17.      |
| 2012     | MotoGP     | BQR      | Avintia Blusens           | 15      | 0        | 0      | 0    | 0  | 28   | 17.      |
| 2013     | MotoGP     | ART      | Paul Bird Motorsport      | 18      | 0        | 0      | 0    | 0  | 21   | 18.      |
| 2013     | MotoGP     | Ducati   | Ignite Pramac Racing      | 18      | 0        | 0      | 0    | 0  | 21   | 18.      |
| 2014     | MotoGP     | Ducati   | Energy T.I. Pramac Racing | 18      | 0        | 0      | 0    | 0  | 53   | 15.      |
| 2015     | MotoGP     | Ducati   | Octo Pramac Racing        | 18      | 0        | 0      | 0    | 0  | 56   | 14.      |
| 2016     | MotoGP     | Ducati   | Pull & Bear Aspar Team    | 18      | 0        | 0      | 0    | 0  | 20   | 22.      |
| 2017     | Moto2      | Kalex    | AGR Team                  | 9       | 0        | 0      | 0    | 0  | 16   | 24.      |
| 2021     | MotoE      | Energica | Pramac MotoE              | 7       | 0        | 0      | 0    | 0  | 47   | 10.      |
| Összesen | Összesen   | Összesen | Összesen                  | 134     | 0        | 0      | 0    | 1  | 316  |          |

#### FIM Endurance World Championship (EWC)
| Szezon  | Motor | Csapat                 | Verseny | Győzelem | Dobogó | Pole | Helyezés |
| ------- | ----- | ---------------------- | ------- | -------- | ------ | ---- | -------- |
| 2017–18 | Honda | Honda Endurance Racing | 2       | 0        | 1      | 0    | –        |
| 2018–19 | Honda | Honda Endurance Racing | 4       | 0        | 1      | 0    | 6.       |

### Teljes MotoGP-eredménylistája
(Táblázat értelmezése)

(Félkövér: pole-pozícióból indult; dőlt: leggyorsabb kört futott) 

| Év   | Géposztály | Motor     | 1      | 2      | 3      | 4      | 5      | 6      | 7       | 8      | 9      | 10     | 11     | 12     | 13     | 14     | 15      | 16      | 17     | 18     | Helyezés | Pont |
| ---- | ---------- | --------- | ------ | ------ | ------ | ------ | ------ | ------ | ------- | ------ | ------ | ------ | ------ | ------ | ------ | ------ | ------- | ------- | ------ | ------ | -------- | ---- |
| 2010 | Moto2      | BQR-Moto2 | QAT Ki | SPA 10 | FRA 12 | ITA 20 | GBR Ki | NED 15 | CAT 12  | GER 10 | CZE 23 | IND 15 | RSM 11 | ARA Ki | JPN Ki | MAL 13 | AUS 19  | POR 18  | VAL 14 |        | 21.      | 32   |
| 2011 | Moto2      | FTR       | QAT 12 | SPA 14 | POR 18 | FRA 20 | CAT 9  | GBR 9  | NED 13  | ITA Ki | GER 6  | CZE Ki | IND    | RSM    | ARA Ni | JPN 23 | AUS 24  | MAL Kiz | VAL 6  |        | 19.      | 43   |
| 2012 | MotoGP     | BQR-FTR   | QAT 14 |        |        |        |        |        |         |        |        |        |        |        |        |        |         |         |        |        | 17.      | 28   |
| 2012 | MotoGP     | BQR       |        | SPA Ki | POR Ki | FRA 15 | CAT 18 | GBR 15 | NED Ret | GER 14 | ITA Ki | USA 12 | IND 9  | CZE 12 | RSM 12 | ARA 13 | JPN Ret | MAL Ni  | AUS    | VAL    | 17.      | 28   |
| 2013 | MotoGP     | ART       | QAT 14 | AME 15 | SPA Ki | FRA Ki | ITA 16 | CAT 13 | NED 19  | GER Ki | USA 15 | IND Ki | CZE 16 | GBR 20 | RSM Ki |        |         |         |        |        | 18.      | 21   |
| 2013 | MotoGP     | Ducati    |        |        |        |        |        |        |         |        |        |        |        |        |        | ARA 12 | MAL 10  | AUS 13  | JPN 15 | VAL Ki | 18.      | 21   |
| 2014 | MotoGP     | Ducati    | QAT 12 | AME 13 | ARG 12 | SPA 14 | FRA 13 | ITA 10 | CAT 11  | NED 19 | GER 17 | IND Ki | CZE Ki | GBR 11 | RSM 10 | ARA 15 | JPN Ki  | AUS 11  | MAL 7  | VAL Ki | 15.      | 53   |
| 2015 | MotoGP     | Ducati    | QAT 10 | AME Ki | ARG Ki | SPA 10 | FRA 8  | ITA 10 | CAT Ki  | NED 14 | GER 12 | IND 12 | CZE 11 | GBR Ki | RSM Ki | ARA 10 | JPN 14  | AUS 17  | MAL 12 | VAL 13 | 14.      | 56   |
| 2016 | MotoGP     | Ducati    | QAT Ki | ARG Ki | AME 14 | SPA 15 | FRA Ki | ITA 16 | CAT 17  | NED Ki | GER 18 | AUT 17 | CZE 11 | GBR 11 | RSM 16 | ARA 16 | JPN 12  | AUS 13  | MAL Ki | VAL Ki | 22.      | 3    |
| 2017 | Moto2      | Kalex     | QAT 18 | ARG 22 | AME Ki | SPA 9  | FRA 10 | ITA 17 | CAT 15  | NED 14 | GER 17 | CZE    | AUT    | GBR    | RSM    | ARA    | JPN     | AUS     | MAL    | VAL    | 24.      | 16   |
| 2021 | MotoE      | Energica  | SPA 10 | FRA 6  | CAT 5  | NED 9  | AUT 10 | RSM1 9 | RSM2 Ki |        |        |        |        |        |        |        |         |         |        |        | 10.      | 47   |

### Teljes Superbike-világbajnokság eredménylistája
| Év   | Motor    | 1      | 1      | 2      | 2      | 3      | 3      | 4      | 4      | 5      | 5      | 6   | 6   | 7      | 7      | 8      | 8      | 9      | 9      | 10     | 10     | 11  | 11  | 12  | 12  | 13  | 13  | Helyezés | Pont |
| Év   | Motor    | R1     | R2     | R1     | R2     | R1     | R2     | R1     | R2     | R1     | R2     | R1  | R2  | R1     | R2     | R1     | R2     | R1     | R2     | R1     | R2     | R1  | R2  | R1  | R2  | R1  | R2  | Helyezés | Pont |
| ---- | -------- | ------ | ------ | ------ | ------ | ------ | ------ | ------ | ------ | ------ | ------ | --- | --- | ------ | ------ | ------ | ------ | ------ | ------ | ------ | ------ | --- | --- | --- | --- | --- | --- | -------- | ---- |
| 2018 | Kawasaki | AUS Ki | AUS Ni | THA 16 | THA 11 | SPA 14 | SPA 16 | NED 16 | NED 15 | ITA 17 | ITA 13 | GBR | GBR | CZE 11 | CZE 14 | USA 11 | USA 15 | ITA Ki | ITA 16 | POR 12 | POR 16 | FRA | FRA | ARG | ARG | QAT | QAT | 18.      | 28   |

## Külső hivatkozások
- Profilja a MotoGP hivatalos weboldalán[halott link]